# 石川県道112号良川停車場線
石川県道112号良川停車場線（いしかわけんどう112ごう よしかわていしゃじょうせん）とは石川県鹿島郡中能登町良川地内を通る一般県道である。

## 概要
- 起点：石川県鹿島郡中能登町良川17部33番3地先（＝JR七尾線良川駅前）
- 終点：石川県鹿島郡中能登町良川14部90番2地先（＝良川踏切北詰・石川県道325号良川磯辺線交点）

中能登町の中央部である中能登町鳥屋地区（旧鳥屋町）の良川駅と、同町内を東西に横断する石川県道325号良川磯辺線とを結ぶ。実延長0.064km（＝64m）は、石川県道の中では3番目に短い（2010年（平成22年）4月1日現在）。

## 現況
車道の幅員は全区間1.5車線程度であり、センターラインはひかれていない。縮尺の大きい道路地図などでは直線状に表記されているが、実際はやや「く」の字に近いルートとなっている。全区間、アスファルトで舗装され、また地下水を水源とする消雪パイプが設置されているものの、規格改良率は0％である。沿道にはタクシー事務所、電器店、自転車店やクリーニング店などが立ち並ぶ商店街である。実延長が0.064km（＝64m）と極端に短いものの、先述の理由から、起終点双方から全区間を見通すことはやや困難である。歩道は全く設置されていない。
沿道には県道番号標識や管理者である石川県関係の標示物（デリニエーターなど）は全く設置されていない。終点で接続する石川県道325号良川磯辺線との交差点付近（良川踏切の前後）には、当県道を標す都道府県道番号（一般都道府県道）の案内標識（118の2-B）が立てられている。短距離であるため、縮尺の大きい道路地図では表記を省略しているものも存在する。

## 歴史
- 1972年（昭和47年）3月21日：路線認定。

## 接続道路
- 石川県道325号良川磯辺線（鹿島郡中能登町良川：終点）

## 通過する自治体
- 石川県
  - 鹿島郡中能登町

## バス路線
- 北鉄能登バス（羽七西線：起点 - 良川駅前 - 終点）
- 中能登町コミュニティバス「ゆう友バス」（北部コース・南部コース：起点 - 良川駅 - 終点）

## 周辺
- 長曽川
- JR七尾線 良川駅
- 北國銀行 良川支店
- JA能登わかば 鳥屋支店